# Unione latina
L'Unione latina è un'organizzazione internazionale formata da Paesi che hanno come lingue ufficiali e predominanti degli idiomi di derivazione latina. Nata con lo scopo di promuovere e diffondere l'eredità culturale comune e valorizzare le diverse identità del mondo latino,  le sue attività sono sospese dal 2012.

## Storia
Venne creata nel 1954 con la firma di un accordo costitutivo a Madrid, ed è stata formalmente riconosciuta come un'istituzione a partire dal 1983.
Dalla data della formazione i membri crebbero dai 12 originari a 37, appartenenti a quattro continenti.
Nel 2012, una crisi finanziaria colpì l'organizzazione; essa interruppe tutte le sue funzioni, licenziò il personale ed auspicò una riconversione del Segretariato. Ad oggi (2013) sopravvivono gli uffici fuori sede, grazie ai finanziamenti nazionali dei paesi che li accolgono.

## Criteri di partecipazione
Qualunque paese che desiderasse entrar a far parte dell'unione doveva soddisfare almeno uno dei seguenti criteri:
- Criteri di linguistica:
  - lingua ufficiale derivata dal latino
  - lingua derivata dal latino usata per l'educazione
  - lingua derivata dal latino nei mezzi di comunicazione e nella stampa
- Criteri linguistico-culturali:
  - esistenza di una quantità significativa di letteratura nella lingua derivata dal latino
  - esistenza di stampa e pubblicazioni nella lingua derivata dal latino
  - esistenza di programmi televisivi con una forte percentuale di programmazione nella lingua derivata dal latino
  - programmi radiofonici nella lingua derivata dal latino ampiamente diffusi
- Criteri culturali:
  - diretta od indiretta eredità di un legame con la Roma antica, che lo stato continua a perpetuare attraverso l'insegnamento della lingua latina
  - insegnamento di un'altra lingua derivata dal latino oltre a quella del proprio paese
  - relazioni con altri paesi latini
  - organizzazione sociale, in particolar modo quella giuridica, pianificata e basata sul rispetto delle libertà fondamentali, i principi fondamentali dei diritti umani, la democrazia, la tolleranza e la libertà di culto

## Stati membri
L'Unione Latina contava membri in tutti i continenti.

### Paesi di lingua castigliana
- Bolivia
- Cile
- Colombia
- Costa Rica
- Cuba
- Ecuador
- El Salvador
- Filippine
- Guatemala
- Honduras
- Nicaragua
- Panama
- Paraguay
- Perù
- Rep. Dominicana
- Spagna
- Uruguay
- Venezuela

### Paesi di lingua francese
- Costa d'Avorio
- Francia
- Haiti
- Monaco
- Senegal

### Paesi di lingua italiana
- Italia
- San Marino

### Paesi di lingua portoghese
- Angola
- Brasile
- Capo Verde
- Guinea-Bissau
- Mozambico
- Portogallo
- São Tomé e Príncipe
- Timor Est

### Paesi di lingua romena
- Moldavia
- Romania

### Paesi di lingua catalana
- Andorra

### Osservatori
- Argentina (Castigliano)
- Città del Vaticano (Latino, Italiano)
- Messico (Castigliano)
- Ordine di Malta (Italiano)

## Lingue ufficiali
Le lingue ufficiali dell'unione latina erano lo spagnolo, l'italiano, il francese, il portoghese, il catalano ed il rumeno. Le prime quattro lingue sono usate come lingue di lavoro: tutti i testi di diffusione generale devono essere tradotti in queste quattro lingue, mentre altri vengono tradotti anche in rumeno e catalano. Il logo della Unione includeva anche la versione in catalano dopo l'entrata di Andorra, dove il catalano è l'unica lingua ufficiale.